# Tervajärvi (sjö i Finland, Lappland, lat 66,35, long 25,65)
Tervajärvi är en sjö i Finland. Den ligger i kommunen Rovaniemi i landskapet Lappland, i den norra delen av landet, 700 km norr om huvudstaden Helsingfors. Tervajärvi ligger 173,4 meter över havet. Arean är 78,7 hektar och strandlinjen är 4 kilometer lång. Sjön  ingår i Kemi älvs huvudavrinningsområde. 